# Îmblânzirea scorpiei
Îmblânzirea scorpiei (în engleză The Taming of the Shrew) este o comedie de William Shakespeare despre care se crede că a fost scrisă între 1590 și 1594 și a fost publicată prima dată în 1623 în prima ediție a operelor (relativ) complete ale Bardului, First Folio. 
Acțiunea se învârte în jurul relațiilor dintre Petruchio, un gentelman din Verona și Katherina, care din cauza caracterului ei a fost numită scorpie, dar, în final, va deveni soția lui Petruchio. 
Alte personaje sunt: Bianca, sora Katherinei; Baptista Minola, tatăl Katherinep și al Biancăi; Gremio; Lucentio; Hortensio; Grumio - sluga lui Petruchio; Tranio și Biondello - slugi ai lui Lucentio; Vincentio - tatăl lui Lucentio și altele. 

## Adaptare

### Televiziune
- În 2005 piesa a fost adaptată de BBC într-un ccontext contemporan în cadrul serialului Shakespeare Re-told în regia lui Dave Richards pe baza unui scenariu de Sally Wainwright. În rolurile principale sunt Shirley Henderson (Katherine), Rufus Sewell (Petruchio) și Jaime Murray (Bianca). Katherine Minola este o membră a parlamentului britanic pe cale să devină liderul opoziției, sora ei, Bianca un model multimilionar și Petruchio un nobil lefter.
- Pe baza filmului din 1999 canalul ABC a finanțat un sitcom, începând din 2009, care a fost anulat după al doilea sezon. În rolurile principale au fost Lindsey Shaw ca și Kat Stratford, Meaghan Jette Martin ca Bianca Stratford, Larry Miller ca Dr. Walter Stratford (reluându-și rolul din film) și Ethan Peck ca Patrick Verona.

### Film
- Îmblânzirea scorpiei (1967) de Franco Zeffirelli
- În 1999 piesa a fost adaptată într-o comedie romantică sub numele 10 lucruri nu-mi plac la tine în regia lui Gil Junger, cu Julia Stiles în rolul Kat Stratford (Katarina) și Heath Ledger ca Patrick Verona (Petruchio)

## Legături externe
- en Taming of the Shrew la Shakespeare MIT
- The Taming of the Shrew – plain text from Project Gutenberg.
- The Taming of the Shrew – searchable HTML version with notes, line numbers and scene summaries.
- The Taming of the Shrew – scene-indexed HTML version of the play.
- The Taming of the Shrew – scene-indexed and searchable HTML version of the play.
- The Taming of the Shrew[nefuncțională – arhivă]
 – PDF version, with original First Folio spelling.
- The Taming of the Shrew Home Page Arhivat în 23 ianuarie 2013, la Wayback Machine. at Internet Shakespeare Editions.
- The Taming of the Shrew Arhivat în 11 iunie 2010, la Wayback Machine. at Shakespeare Illustrated.
- The Taming of the Shrew la Internet Movie Database (Sam Taylor's 1929 version)
- The Taming of the Shrew la Internet Movie Database (Franco Zeffirelli's 1967 version).
- The Taming of the Shrew la Internet Movie Database (BBC Television Shakespeare's 1980 version).